# Парламентські вибори в Ісландії 2016
Дострокові парламентські вибори в Ісландії відбулись 29 жовтня 2016 року. Стали наслідком широких антиурядових протестів 2016 року, спричинених скандалом у зв'язку з Панамськими документами.
В результаті виборів найбільше голосів здобула Партія незалежності, отримавши 21 місце в альтингу з 63.

## Результати
Результати парламентських виборів в Ісландії 2016 року
| Партії                      | Голоси  | %     | +/-    | Місця | +/-  |
| --------------------------- | ------- | ----- | ------ | ----- | ---- |
| Партія незалежності         | 54 990  | 29.00 | ▲ 2.3  | 21    | ▲ 2  |
| Ліво-зелений рух            | 30 166  | 15.91 | ▲ 5.0  | 10    | ▲ 3  |
| Піратська партія            | 27 449  | 14.48 | ▲ 9.4  | 10    | ▲ 7  |
| Прогресивна партія          | 21 791  | 11.49 | ▼ 12.9 | 8     | ▼ 11 |
| Відродження                 | 19,870  | 10.48 |        | 7     |      |
| Світле майбутнє             | 13 578  | 7.16  | ▼ 1.5  | 4     | ▼ 2  |
| Соціал-демократичний альянс | 10 893  | 5.74  | ▼ 7.1  | 3     | ▼ 6  |
| Народна партія              | 6 707   | 3.54  |        | 0     |      |
| Dawn                        | 3 275   | 1.73  |        | 0     | ▬    |
| Народний фронт              | 575     | 0.3   |        | 0     | ▬    |
| Національний фронт          | 303     | 0.16  |        | 0     |      |
| Гуманістична партія         | 33      | 0.02  |        | 0     | ▬    |
| Разом                       | 195 204 | 100 % | 100 %  | 63    | 63   |